# مکس الفتان
مکس الفتان (انگلیسی: Max Alfthan; ۱۱ فوریهٔ ۱۸۹۲ – ۳۰ مهٔ ۱۹۶۰) قایقران، و قایقران قایق بادبانی اهل فنلاند بود.